# Drummer Boy
„Drummer Boy” este un cântec al interpretei britanice Alesha Dixon. Acesta a fost produs de Sham E. Joseph și inclus pe cel de-al treilea album de studio din cariera independentă a artistei, The Entertainer. Înregistrarea a avut premiera pe data de 23 iulie 2010, servind drept primul extras pe single al materialului.
Cântecul a fost aclamat de critica de specialitate, felicitându-i originalitatea, totodată fiind adus în atenție și conținutul sexual al înregistrării. În acest sens, BBC Music a oferit compoziției punctajul maxim în recenzia realizată, în timp ce Entertainemnt Focus a catalogat „Drummer Boy” drept o bună reprezentare a albumului The Entertainer. Videoclipul a fost filmat în Los Angeles, California și regizat de Ray Kay, acesta afișând-o pe solistă în compania a zece dansatori și douăzeci de toboșari. Scurtmetrajul a primit aprecieri din partea presei britanice, Daily Mail considerând că acesta „o reafirmă pe Dixon drept unul dintre cele mai importante talente ale Regatului Unit”. Pentru a-i crește popularitatea, artista a interpretat înregistrarea într-o serie de emisiuni sau spectacole pe teritoriul Marii Britanii, printre care Tonight's The Night, This Morning sau Live Lounge.
Discul s-a comercializat în peste 21.000 de exemplare în prima săptămână de disponibilitate în Regatul Unit, vânzări ce au lasat „Drummer Boy” pe locul al cincisprezecelea în UK Singles Chart, devenind cel de-al șaselea șlagăr de top 20 din cariera independentă a lui Dixon. Compoziția a activat similar și în Croația sau Scoția, unde a câștigat treapta cu numărul optsprezece, respectiv unsprezece, în timp ce în Irlanda a ocupat poziția a douăzeci și treia. Succesul din aceste regiuni a ajutat înregistrarea să activeze și în ierarhiile europene. De asemenea, pentru videoclip, artista a primit o nominalizare la premiile MOBO din anul 2010.

## Informații generale
De-a lungul anului 2010 au existat speculații conform cărora primul extras pe single al albumului urma să fie balada „Love in a Box”, însă acestea s-au dovedit false odată cu anunțarea adevăratului cântec promovat în avansul discului, „Drummer Boy”. Materialul de proveniență a fost inițial intitulat Unleashed, însă ulterior a fost redenumit, noua titulatură fiind aceea de The Entertainer. Premiera cântecului s-a materializat pe data de 23 iulie 2010 în cadrul emisiunii prezentate de Fearne Cotton la postul de radio britanic BBC Radio 1. Înregistrarea a fost lansată în Regatul Unit în format digital pe data de 5 septembrie 2010, cu doar o zi înainte de distribuirea primelor compact discuri ce dețin piesa. De asemenea, în Irlanda cântecul a fost comercializat cu câteva zile înaintea lansării sale în Regatul Unit.

## Recenzii
Percepția criticilor asupra cântecului a fost majoritar pozitivă. Fraser McAlpine, recenzor al BBC Music s-a declarat „fericit să își exprime fericirea peste tot”, cu privire la compoziție, aclamându-i „strălucirea nebună” și concluzionând cu faptul că „nu există nicio posibilitate să confunzi acest cântec cu orice altceva aflat în clasamente anul acesta. Și doar pentru acest motiv merită cele mai mari onoruri”. McAlpine a finalizat prin a acorda piesei cinci puncte dintr-un total de cinci. PopJustice a declarat că la prima ascultare a catalogat „Drummer Boy” drept „cea mai îngrozitoare parte de muzică înregistrată a anului 2010”, însă după cea de-a șaptea audiere a exclamat cu majuscule „este uimitor!”. Pe data de 22 iulie 2010, aceeași compoziție a fost numită „Cântecul zilei” de aceeași publicație, adăugând că „din punct de vedere al clasamentelor acesta va fi ori un șlagăr masiv sau un eșec fantastic”, scoțând în evidență și conținutul sexual sugerat de versuri. 4 Music a descris piesa drept „subtilă precum un baros”. De asemenea, Stereoboard a fost de părere că înregistrarea reprezintă „un cântec pop molipsitor, bun și amuzant, plin de beat-uri de tobe de fanfară și insuflat cu vocea unică a Aleshei, care a avut întotdeauna succes”, adăugând că „este ceva puțin diferit, foarte dansabil și în ultimul rând face ceea ce ar trebui un cântec pop. Te face să te simți bine”. O percepție similară a avut și So Feminine, care a declarat că „Drummer Boy” „este diferit față de orice alt cântec pe care îl vei auzi anul acesta”. Entertainment Focus a considerat compoziția drept „unul dintre acele cântece care despart criticii și fanii deopotrivă”, având o percepție compatibilă cu cea a PopJustice, website-ul notând faptul că „doar după câteva ascultări începi să vezi geniul melodiei și ți se depune cu fermitate în memorie”. De asemenea, publicația a fost de părere că piesa reprezintă o bună reprezentare a albumului The Entertainer.
Mai puțin impresionat de cântec s-a declarat Robert Copsey, editor muzical al Digital Spy a oferit doar trei puncte dintr-un total de cinci, afirmând că după audiere „Drummer Boy” „te lasă puțin dezorientat”, „jurându-ți că nu îl vei mai asculta vreodată”. De asemenea, acesta a adăugat că „o va ajuta cu siguranță pe Dixon să se facă observată, dar pentru motivele potrivite? Nu suntem siguri”.

## Promovare
Prima interpretare televizată a cântecului s-a materializat pe data de 14 august 2010, în cadrul emisiunii Tonight's The Night, alături de „Drummer Boy” solista prezentând publicului și o preluare a compoziției „Valerie”, în colaborare cu Lauren Simister. Tot în cursul aceleiași luni, Dixon a fost prezentă la spectacolul difuzat de Viva, Suck My Pop, unde interpretat același „Drummer Boy”. De asemenea, de-a lungul primei săptămâni de disponibilitate a discului single artista a fost prezentă la o altă serie de emisiuni de divertisment. Primul a fost difuzat pe data de 6 septembrie, solista fiind afișată în spectacolul matinal This Morning, pentru care cântăreața a oferit și un interviu. Două zile mai târziu, artista a fost prezentă la emisiunea Michael Ball Show, pentru ca pe septembrie să fie invitata spectacolului Live Lounge. În cadrul celei din urmă, alături de „Drummer Boy” solista a prezentat un colaj al altor două cântece, „God and Satan” (aparținând lui Biffy Clyro) și „This Is Love” (semnat de Bob Marley). O altă apariție notabilă s-a materializat pe data de 12 septembrie 2010, în timpul concertului Help for Heroes, unde au mai susținut recitaluri artiști precum Alexandra Burke, Enrique Iglesias, James Blunt, Pixie Lott, Robbie Williams sau The Saturdays.
 Pe lângă „Drummer Boy”, Dixon a prezentat publicului de aproximativ 60.000 și alte două șlagăre ale sale de pe albumul The Alesha Show, „Let's Get Excited” și „The Boy Does Nothing”. Solista a fost prezentă și la premiile Indian GQ Awards 2010, dar și la ceremonia de decernare a trofeelor MOBO Awards, în cadrul ambelor evenimente ea interpretând „Drummer Boy”.

## Nominalizări și premii
| An   | Titlu       | Secțiunea             | Rezultat     | Notă          |
| ---- | ----------- | --------------------- | ------------ | ------------- |
| 2010 | MOBO Awards | Cel mai bun videoclip | Nominalizare | [ 23 ] [ 24 ] |

## Ordinea pieselor pe disc
| Nr.                 | Titlul            | Durată |
| ------------------- | ----------------- | ------ |
| Descărcare digitală |                   |        |
| 01.                 | „Drummer Boy” [A] | 3:45   |
| EP digital          |                   |        |
| 01.                 | „Drummer Boy” [A] | 3:45   |
| 02.                 | „Drummer Boy” [B] | 5:05   |
| 03.                 | „Drummer Boy” [C] | 6:19   |
| 04.                 | „Drummer Boy” [D] | 3:25   |
| 05.                 | „Drummer Boy” [E] | 4:35   |
| 06.                 | „Drummer Boy” [F] | 3:29   |
| 07.                 | „Drummer Boy” [G] | 3:48   |

| Nr.                            | Titlul              | Durată |
| ------------------------------ | ------------------- | ------ |
| Disc single/Single digital (1) |                     |        |
| 01.                            | „Drummer Boy” [A]   | 3:45   |
| 02.                            | „Drummer Boy” [B]   | 5:06   |
| Single digital (2)             |                     |        |
| 01.                            | „Drummer Boy” [A]   | 3:45   |
| 02.                            | „Drummer Boy” [H]   | 3:23   |
| Single digital (3)             |                     |        |
| 01.                            | „Drummer Boy” [A]   | 3:45   |
| 02.                            | „Drummer Boy” [III] | 4:39   |

Specificații
| - A ^ Versiunea de pe albumul de proveniență, The Entertainer. - B ^ Remix „Yolanda Be Cool & DCUP Remix”. - C ^ Remix „Benny Benassi Remix”. - D ^ Remix „Crazy Cousinz Remix”. - E ^ Remix „Swindle Remix”. | - F ^ Remix „MoDrums Remix”. - G ^ Videoclip. - H ^ Remix „Wizzy Wow Remix”, în colaborare cu Wretch 32. - III ^ Remix „Swindle Dub Remix”. |

## Videoclip
Informații generale și rezumat
Videoclipul pentru „Drummer Boy” a fost filmat în compania regizorului norvegian Ray Kay, el fiind realizat în Los Angeles, California, Statele Unite ale Americii. Scurtmetrajul a fost filmat într-un interval de douăzeci și unu de ore, de care Dixon s-a declarat mulțumită, în ciuda faptului că „nu își mai putea simții picioarele” datorită celor petrecute pe platoruri. De-a lungul acestei perioade solista a folosit șapte ținute diferite, fiind acompaniată de zece dansatori și alți douăzeci de toboșari. În cadrul unui interviu acordat 4 Music, artista a declarat despre concept următoarele: „Cântecul este foarte energic și am dorit să filmez cu Ray Kay pentru că el este foarte bun la realizarea videoclipurilor pline de culoare. Am știut că vreau toboșari și dansatori și am vrut să par foarte dură și să reprezint puterea prin stil și dans. Este cel mai bun videoclip pe care l-am făcut, din punct de vedere al distracției”.
Daily Mirror a scos la iveală informații conform cărora, în timpul filmărilor, Dixon a lovit-o în mod accidental pe una dintre dansatoare, însă aceasta s-a recuperat și a fost prezentă pentru a finaliza scurtmetrajul. Materialul debutează cu afișarea solistei în compania unuia dintre toboșari, cei doi fiind surprinși în timp ce poartă un scurt dialog. Această secvență este realizată cu ajutorul efectului „alb-negru”, fiind singura scenă ce face uz de această ajustare. Pe tot parcursul videoclipului, artista este surprinsă realizând o serie de momente coregrafice în compania dansatorilor, sau este prezentată în timp ce stă pe un fotoliu, păzită fiind de două persoane de sex masculin, toți trei purtând obiecte vestimentare ce variază între roșu și negru.
Lansare și percepție
Premiera în mediul online s-a materializat pe data de 6 august 2010 pe website-ul oficial al publicației britanice The Sun. Prima difuzare pe posturile de televiziune a fost marcată la o zi distanță, prin prezentarea sa pe 4 Music (la ora 11:15 AM), iar mai apoi pe Channel 4 (la ora 12:50 PM) — ambele fiind pe data de 7 august. Sara McCorquodale  de la Daily Mail a felicitat-o pe artistă, declarând că „imaginea este izbitoare și o reafirmă pe Dixon drept unul dintre cele mai importante talente ale Regatului Unit”, notând totodată îndepărtarea de stilul abordat de solistă în era The Alesha Show, afirmând: „se pare că Alesha Dixon renunță la imaginea sa obișnuită pentru ceva de ultimă oră”. McCorquodale a semnalat și o serie de similarități între scurtmetrajul interpretei și cele ale lui Cheryl Cole („Fight for This Love”) sau Lady Gaga („Poker Face”), cu care regizorul colaborase anterior, susținând că „se pare că [Ray Kay] folosește aceeași rețetă pentru Dixon pe care a folosit-o cu celelalte două cliente — culori strălucitoare, costume puternice și un stil îndrăzneț”. O percepție similară asupra materialului a avut și 4 Music, care a declarat că „videoclipul este o afacere foarte inteligentă care, precum te așteptai, se mândrește cu o trupă de toboșari sexy”. Scurtmetrajul a primit o nominalizare la premiile MOBO din 2010, la categoria „Cel mai bun videoclip”.

## Prezența în clasamente
La scurt timp după lansarea sa în format digital cântecul a intrat în clasamentele compilate de magazinul virtual iTunes, ocupând locul doisprezece. Conform ierarhiilor preliminare publicate în timpul primei săptămâni de lansare, „Drummer Boy” urma să ocupe o poziție în vecinătatea primelor zece trepte ale listei oficiale, însă a sfârșit prin a debutat pe locul cincisprezece în clasamentul final. Discul s-a comercializat în peste 21.000 de exemplare în primele șapte zile de disponibilitate, devenind cel de-al cincilea șlagăr de top 20 consecutiv și cel de-al șaselea în total din cariera independentă a lui Dixon. Concomitent, înregistrarea a intrat în lista celor mai bine vândute descărcări digitale de pe teritoriul Regatului Unit, câștigând treapta a cincisprezecea.
„Drummer Boy” a activat similar și în alte regiuni. Astfel, cântecul a debutat pe locul unsprezece în Scoția, acest lucru reprezentând o îmbunătățire față de precedentul cântec al lui Dixon — „To Love Again” — ce nu a intrat în top 20. În Irlanda piesa a obținut poziția cu numărul douăzeci și trei, fiind cel de-al patrulea șlagăr de top 40 al artistei în această țară, după reușitele compozițiilor „The Boy Does Nothing”, „Breathe Slow” și „Let's Get Excited”. De asemenea, compoziția a activat și în Bulgaria, unde a obținut clasări slabe, dar și în Croația. Grație vânzărilor și difuzărilor obținute în aceste regiuni, „Drummer Boy” a debutat pe locul patruzeci și opt în ierarhia europeană compilată de Billboard, activând timp de două săptămâni. Cu toate aceste, în lista Euro 200, compilată de APC Charts, cântecul a devenit cel mai slab clasat extras pe single semnat de Dixon de la înregistrarea sa de debut, „Lipstick”, ocupând treapta cu numărul șaptezeci și patru.

## Clasamente
| Țară (clasament)                      | Poziția maximă | Referință |
| ------------------------------------- | -------------- | --------- |
| Bulgaria (APC Charts)                 | 56             | [ 60 ]    |
| Croația (e!Hot)                       | 18             | [ 18 ]    |
| Europa (APC Charts — Euro 200)        | 74             | [ 22 ]    |
| Europa (Billboard — European Hot 100) | 48             | [ 21 ]    |
| Irlanda (IRMA)                        | 23             | [ 20 ]    |
| Regatul Unit (UK Download Chart)      | 15             | [ 55 ]    |

| Țară (clasament)                      | Poziția maximă | Referință |
| ------------------------------------- | -------------- | --------- |
| Regatul Unit (UK Singles Chart)       | 15             | [ 61 ]    |
| Spania (Promusicae)                   | 26             | [ 62 ]    |
| Scoția (OCC — Scottish Singles Chart) | 11             | [ 19 ]    |
| World Airplay Chart (Top 40 Charts)   | 43             | [ 63 ]    |
| World Singles Chart (Top 40 Charts)   | 44             | [ 64 ]    |
| World Web Chart (Top 40 Charts)       | 49             | [ 65 ]    |

## Versiuni existente
| - „Drummer Boy” (versiunea de pe albumul de proveniență, The Entertainer) - „Drummer Boy” (negativ) - „Drummer Boy” (remix „Yolanda Be Cool & DCUP Remix”) - „Drummer Boy” (remix „Benny Benassi Remix”) - „Drummer Boy” (remix „Crazy Cousinz Remix”) | - „Drummer Boy” (remix „Swindle Remix”) - „Drummer Boy” (remix „MoDrums Remix”) - „Drummer Boy” (remix „Wizzy Wow Remix”, în colaborare cu Wretch 32) - „Drummer Boy” (remix „Swindle Dub Remix”) |

## Personal
- Sursă:[4]
- Voce: Alesha Dixon
- Textier(i): Sham E. Joseph, Nate Walka, Deodrick Jackson și James Riles
- Producător(i): Sham E. Joseph și Nate Walka
- Producător(i) — voce: Kuk Harrell, Nigel Butler și Ray Hedges
- Inginer de sunet: Josh Gudwin (și compilare)
- Asistenți: Dustin Capulong și Ghazi Hourani
- Masterizare: Miles Showell

## Datele lansărilor
| Țara         | Data lansării     | Casă de discuri | Format                             | Referințe |
| ------------ | ----------------- | --------------- | ---------------------------------- | --------- |
| Regatul Unit | 23 iulie 2010     | Asylum Records  | premieră (audio)                   | [ 1 ]     |
| Regatul Unit | 23 iulie 2010     | Asylum Records  | difuzare radio                     | [ 1 ]     |
| Regatul Unit | 6 august 2010     | Asylum Records  | premieră (video) — online          | [ 47 ]    |
| Regatul Unit | 7 august 2010     | Asylum Records  | premieră (video) — TV              | [ 48 ]    |
| Irlanda      | 3 septembrie 2010 | Asylum Records  | descărcare digitală și disc single | [ 66 ]    |
| Regatul Unit | 5 septembrie 2010 | Asylum Records  | descărcare digitală                | [ 3 ]     |
| Regatul Unit | 6 septembrie 2010 | Asylum Records  | disc single                        | [ 67 ]    |
| Irlanda      | 6 septembrie 2010 | Asylum Records  | videoclip — descărcare             | [ 66 ]    |